# Sopó
Sopó ist eine Gemeinde (municipio) im Departamento Cundinamarca in Kolumbien, die zur Metropolregion Bogotá gehört.

## Geographie
Sopó liegt in Cundinamarca in der Provinz Sabana Centro, etwa 39 km von Bogotá entfernt auf 2650 Metern über dem Meeresspiegel und hat eine Jahresdurchschnittstemperatur von 14 °C. Sopó liegt auf einer Hochebene in den Anden. An die Gemeinde grenzen im Norden Tocancipá, im Osten Guasca, im Süden La Calera und im Westen Cajicá und Chía.

## Bevölkerung
Die Gemeinde Sopó hat 29.120 Einwohner, von denen 18.826 im städtischen Teil (cabecera municipal) der Gemeinde leben (Stand: 2019).

## Geschichte

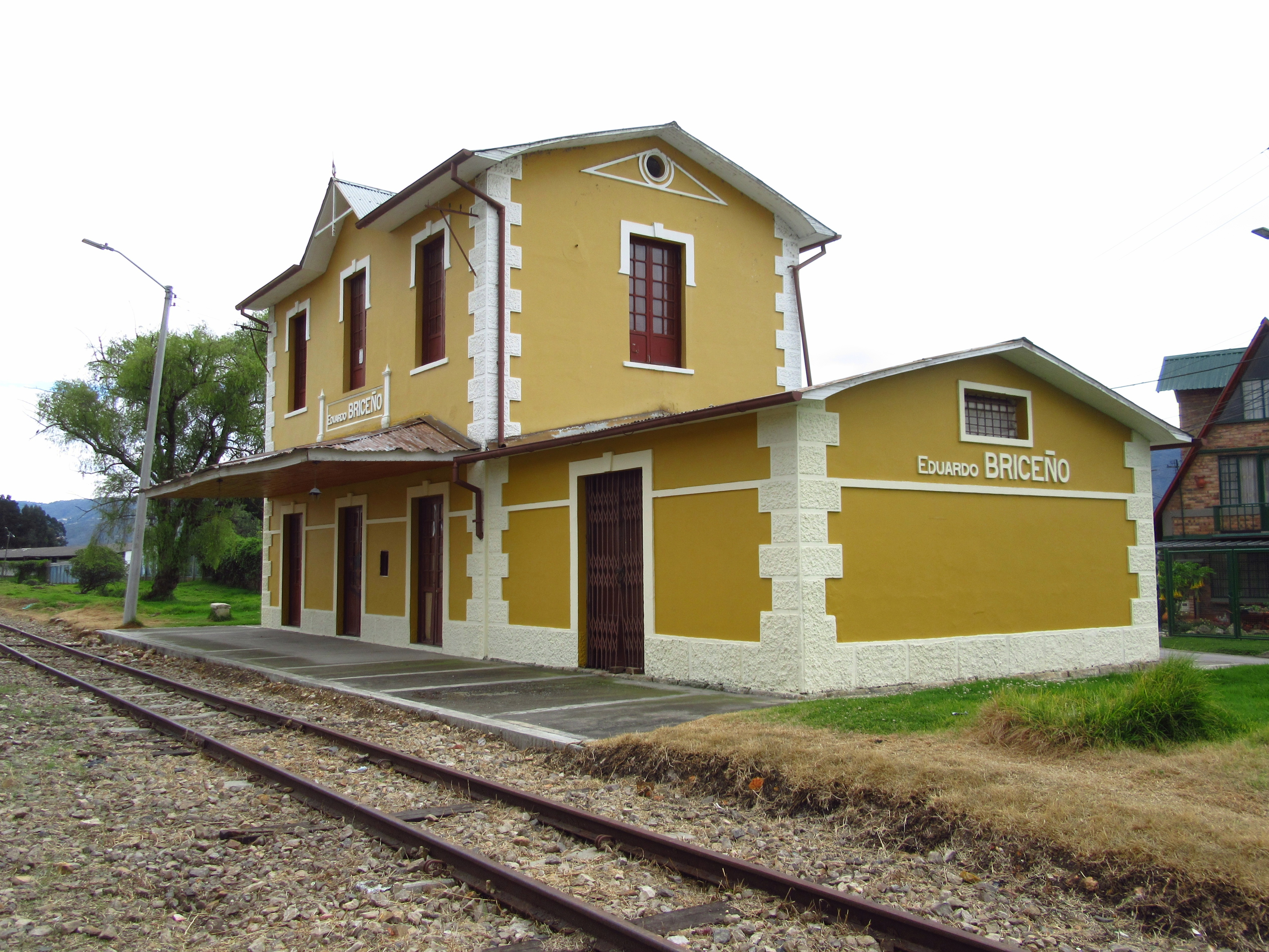
Bahnhof Briceño von Sopó

Das Gebiet des heutigen Sopó gehörte in prähispanischer Zeit zu drei politisch unabhängigen Territorien (Sopó, Cueca und Meusa), die zum indigen Volk der Muisca gehörten. Sopó wurde 1653 vom Geistlichen Francisco Chacón gegründet. An der Brücke von Sopó wurde 1876 eine Schlacht in einem der Bürgerkriege des 19. Jahrhunderts in Kolumbien ausgetragen. Als der Río Bogotá noch schiffbar war, hatte Sopó eine Anlegestelle. Der Bahnhof von Sopó wurde 1926 eingeweiht.

## Wirtschaft

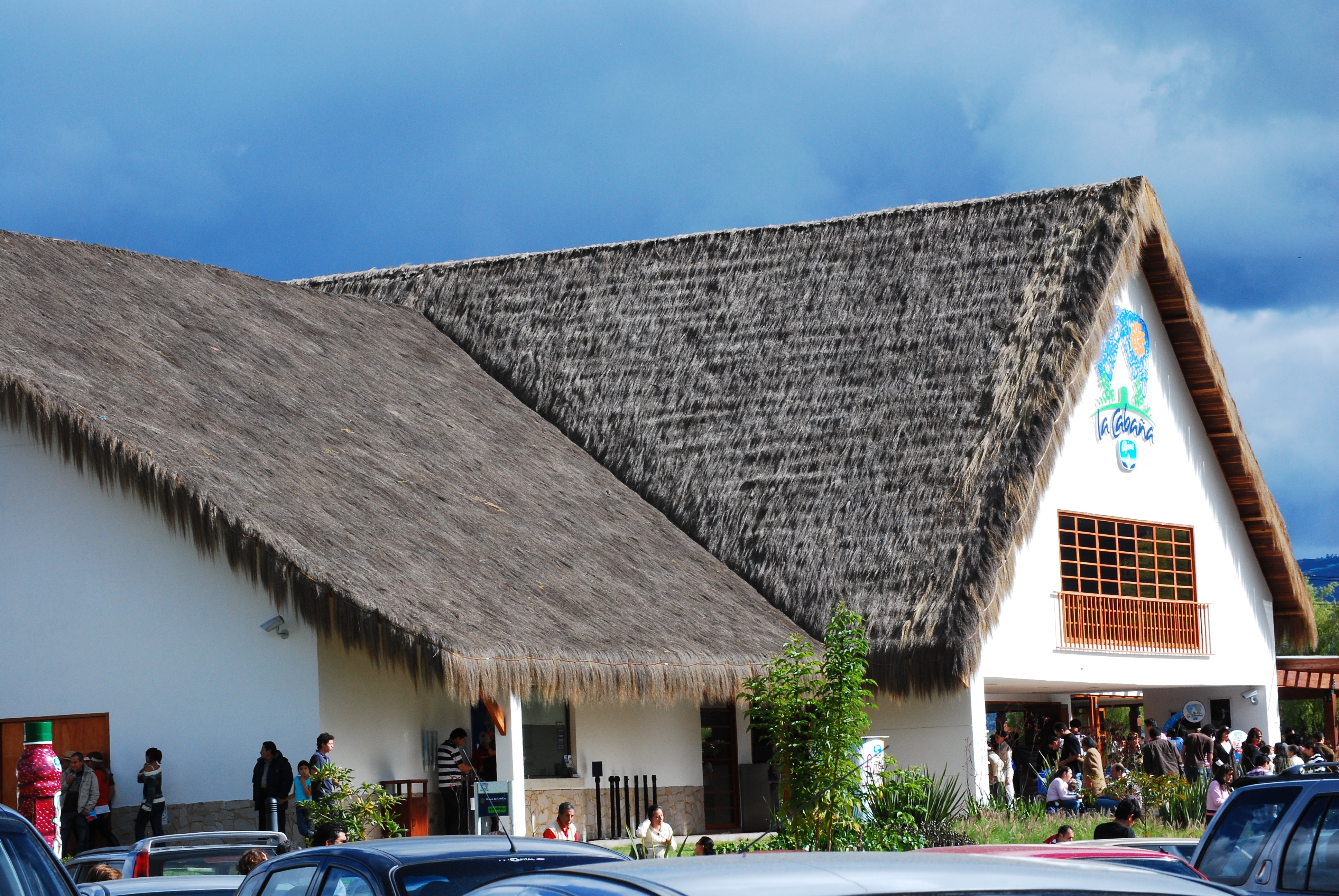
Alpina-Hütte

Der wichtigste Wirtschaftszweige von Sopó ist die milchverarbeitende Industrie (das Moltkerei-Unternehmen Alpina stammt aus Sopó). Außerdem gibt es Streichholz-Industrie.

## Sehenswertes
In Sopó finden sich die folgenden Sehenswürdigkeiten:
- Iglesia Divino Salvador de Sopó, Pfarrkirche aus dem 18. Jahrhundert
- Santuario de Nuestro Señor de La Piedra, 1753 erbaute Kirche
- Parque Puente Sopó, Park zur Naherholung
- Plaza de los Artesanos, Platz mit Kunsthandwerk
- Parque Ecológico Pionono, ökologischer Park